# Murrish-Gletscher
Der Murrish-Gletscher ist ein etwa 25 km langer Gletscher an der Black-Küste des Palmerlands im Süden der Antarktischen Halbinsel. Er fließt in ostnordöstlicher Richtung zum Stockton und Abendroth Peak, wo er mit der Nordflanke des Gain-Gletschers verschmilzt, bevor letzterer gegenüber der Morency-Insel ins Weddell-Meer mündet.
Das Advisory Committee on Antarctic Names  benannte ihn 1976 nach dem Biologen David E. Murrish (* 1937) vom United States Antarctic Research Program, der zwischen 1972 und 1975 eine Gruppe zur Untersuchung des peripher-vaskulären Kontrollmechanismus bei Vögeln auf der Antarktischen Halbinsel geleitet hatte.